# Sirong
Sirong is een bestuurslaag in het regentschap Pidie van de provincie Atjeh, Indonesië. Sirong telt 439 inwoners (volkstelling 2010).